# Idioma maya
El maya peninsular (autoglotónimo: maayatʼaan [màːjaˈtʼàːn]ⓘ ) o yucateco es una lengua mayense que se habla principalmente en los estados mexicanos peninsulares de Yucatán, Campeche y Quintana Roo, así como en menor grado en el norte de Belice. Es conocida comúnmente como maya, aunque muchos lingüistas emplean el término maya peninsular o maya yucateco para distinguirla de otras lenguas mayenses.
En la península de Yucatán, el maya peninsular sigue siendo la lengua materna de un gran segmento de la población a principios del siglo XXI. Tiene aproximadamente 800 mil hablantes en esta región. Se estiman unos 3000 hablantes de maya peninsular en Belice. El idioma forma parte de la rama yucateca de la familia lingüística maya. Esta está dividida según los lingüistas en los subgrupos Mopan-itzá y Yucateco-Lacandón. El maya peninsular pertenece a este último.

## Nombre
Según el diccionario Hocabá, compilado por la antropóloga estadounidense Victoria Bricker, existe una variante del nombre mayab tʼaan [majabˈtʼàːn], literalmente "habla plana"). Una etimología alternativa popular, aunque falsa, de Mayab es "ma yaʼab" ("no muchos" o "los pocos"), que se deriva de las interpretaciones espiritistas New age acerca de los mayas.
El uso de "Mayab" como nombre del idioma parece ser exclusivo del pueblo de Hocabá, como lo indica el diccionario Hocabá y no se emplea en ninguna otra parte de la región o en México, ni por hispanohablantes ni por mayas. Como se usa en Hocabá, "Mayab" no es el nombre reconocido del idioma, sino un "apodo" derivado de un apodo común para la región, el Mayab, que surgió en el período virreinal. Este uso también puede derivar del título de un libro autoeditado por un erudito yucateco, Santiago Pacheco Cruz (1969). El significado y los orígenes de "maya" como nombre de la lengua (versus "mayab") y como identidad étnica (etnónimo) son cuestiones complejas.
Los lingüistas han agregado "yucateco" al nombre para distinguirlo claramente del resto de lenguas mayas (como el kʼicheʼ y el itzaʼ). Así, el uso del término "maya yucateco" para referirse al idioma es una nomenclatura más académica o científica. Los hablantes nativos no denominan el idioma como yucateco, llamándolo "maaya", "maayatʼaan" o "máasewáal tʼaan" (idioma común), y simplemente (el) maya cuando se habla español.
En el estado mexicano de Yucatán, algunas partes de Campeche, Tabasco, Chiapas y Quintana Roo, el maya yucateco sigue siendo la lengua materna de un gran segmento de la población a principios del siglo XXI. Tiene aproximadamente 800.000 hablantes en esta región. Había 2.518 hablantes adicionales de maya yucateco en Belice a partir del censo nacional de 2010.

### Controversia por el nombre
Recientemente, académicos en los campos de la historia y la antropología han planteado cuestiones éticas y políticas sobre el uso continuo de la etiqueta "maya yucateco" al idioma que los hablantes nativos conocen y denominan simplemente "maya". Estos académicos argumentan, tanto explícita como implícitamente, que el uso de "maya yucateco" manifiesta una continuación y propagación de relaciones neocoloniales, específicamente el imperialismo científico de la lingüística y la hegemonía cultural de la academia anglófona.
El término "maya yucateco" fue inventado a principios y mediados del siglo XX por lingüistas para no confundirse con el uso de la palabra "maya" (el nombre real del idioma) cuando se usó para hacer referencia al idioma de origen de todas las lenguas mayenses. La designación "maya yucateco" ha sido entendida por generaciones de académicos estadounidenses como una referencia a la península de Yucatán. Sin embargo, "yucateco" entre los mexicanos, especialmente los no académicos, siempre ha hecho referencia principalmente al estado de Yucatán (ubicado en el extremo noroeste de la Península con el mismo nombre) y, en particular, a la identidad y cultura étnico-nacional de este estado.
Algunos lingüistas mayas de Quintana Roo han identificado que el término en realidad introduce confusión, dado que en el entendimiento común entre los mexicanos el nombre "maya" se refiere a los pueblos y lenguas que viven en toda la península mientras que la frase "maya yucateco" parecería denotar un dialecto de la lengua que se habla solo en el estado de Yucatán, en contraste con los otros dialectos regionales de maya como los que se hablan en los estados de Quintana Roo o Campeche y en el norte - centro de Belice. Así, argumentan los eruditos anteriores, continuar usando la frase "maya yucateco" para referirse al pueblo o al idioma en lugar del nombre propio, es decir, maya, usado por los hablantes de este idioma, sería una injusticia.

## Historia

### Época prehispánica
Para ponerlo en los términos que usa Alfredo Barrera Vásquez, mayista, en el extenso prólogo al Diccionario Maya-Español, Español-Maya Cordemex (1.ª edición) de 1980:

La lengua maya peninsular es uno de los más antiguos miembros de una familia cuyo tronco recibe el nombre convencional de protomaya, a su vez miembro de otra familia cuyo tronco, que dio origen a otras lenguas como el totonaco, provino de algún otro tronco asiático [...] Los glotocronólogos, con sus métodos, han podido concluir que un grupo, el propiamente protomayano, llegó de alguna parte y se estableció en un lugar de los altos de Guatemala, y aún precisan: la Sierra de Cuchumatanes, aproximadamente en el año 2600 a. C. (siglo XXVI a. C.).

Y más adelante continúa diciendo:

[...] de aquel punto y grupo original, que ya había comenzado a diversificarse, se desprendió aproximadamente en 1600 a. C., es decir, después de un milenio de haber llegado a los Cuchumatanes, una fracción para emigrar al norte, hacia las tierras bajas de la península yucateca [...]

Desde el 200 al 800 d. C., los mayas prosperaron y realizaron grandes avances tecnológicos. Crearon un sistema para registrar números y jeroglíficos que era más complejo y eficiente que el anterior, la escritura maya. Emigraron hacia el norte y el este a la península de Yucatán desde Palenque, Jaina y Bonampak. En los siglos XII y XIII, surgió una coalición (la Liga de Mayapán) en la península de Yucatán entre tres centros importantes, Uxmal, Chichén Itza y Mayapán. La sociedad creció y la gente pudo practicar los logros intelectuales y artísticos durante un período de paz. Cuando estalló la guerra, ese progreso se estancó. En el siglo XV, los mayas toltecas colapsaron y se dispersaron.

### Época virreinal

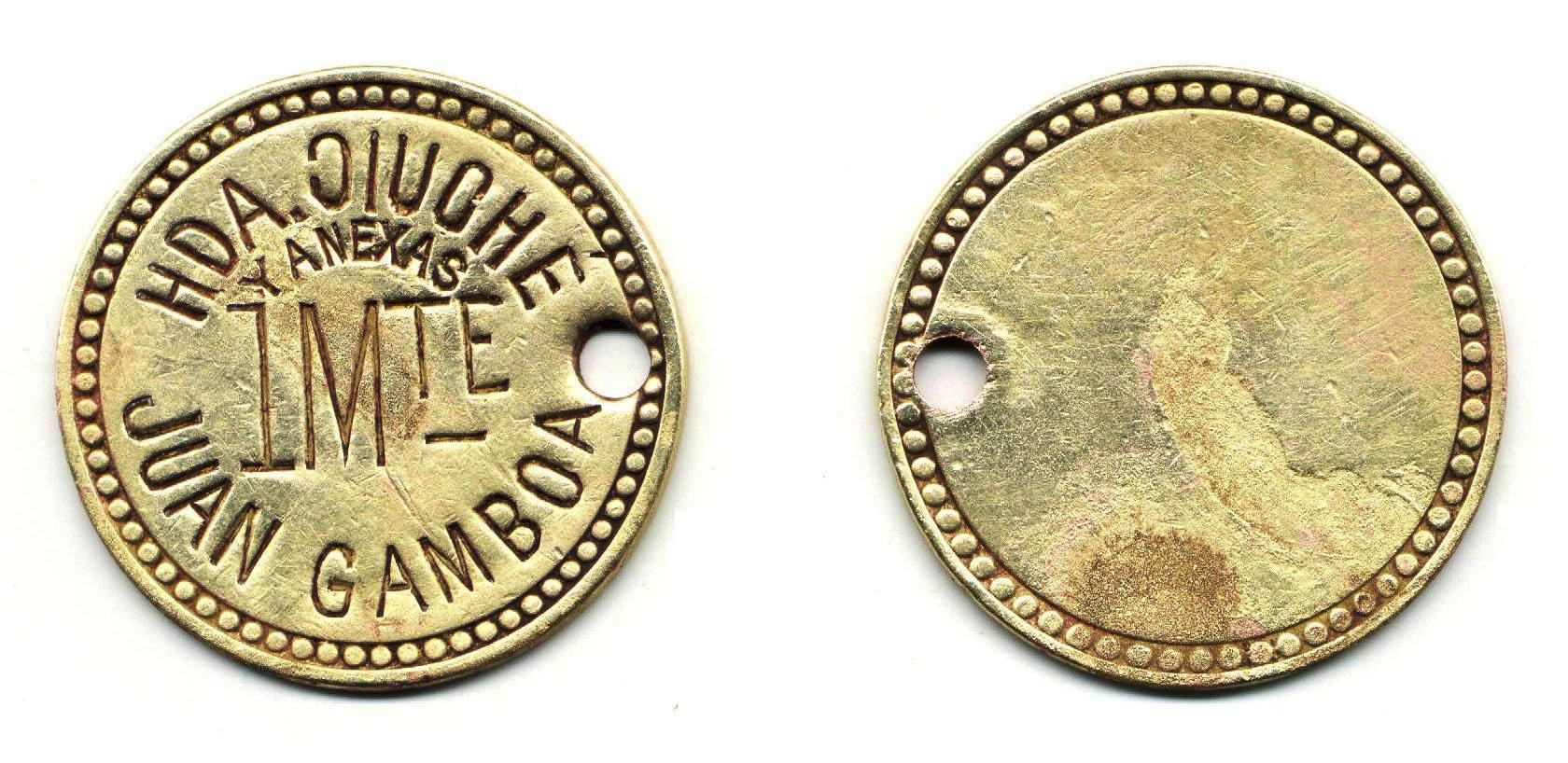
Ficha de pago de la hacienda Dziuché (ƆIUCHE), Yucatán.

El explorador Cristóbal Colón negoció con comerciantes mayas frente a las costas de Yucatán durante su expedición en 1502, pero nunca tocó tierra. Durante la década que siguió al primer contacto de Colón con los mayas, los primeros españoles que pisaron suelo de Yucatán lo hicieron por casualidad, como supervivientes de un naufragio en el Caribe. Los mayas sacrificaron ritualmente a la mayoría de estos hombres, dejando solo dos sobrevivientes, Gerónimo de Aguilar y Gonzalo Guerrero, quienes de alguna manera se reunieron con otros españoles.
En 1519, Aguilar acompañó a Hernán Cortés a la isla de Cozumel en Yucatán y también participó en la conquista del centro de México. Guerrero se convirtió en una leyenda mexicana como padre del primer mestizo: según el relato de Aguilar, Guerrero "se indianizó". Se casó con mujeres nativas, vistió ropas nativas tradicionales y luchó contra los españoles.

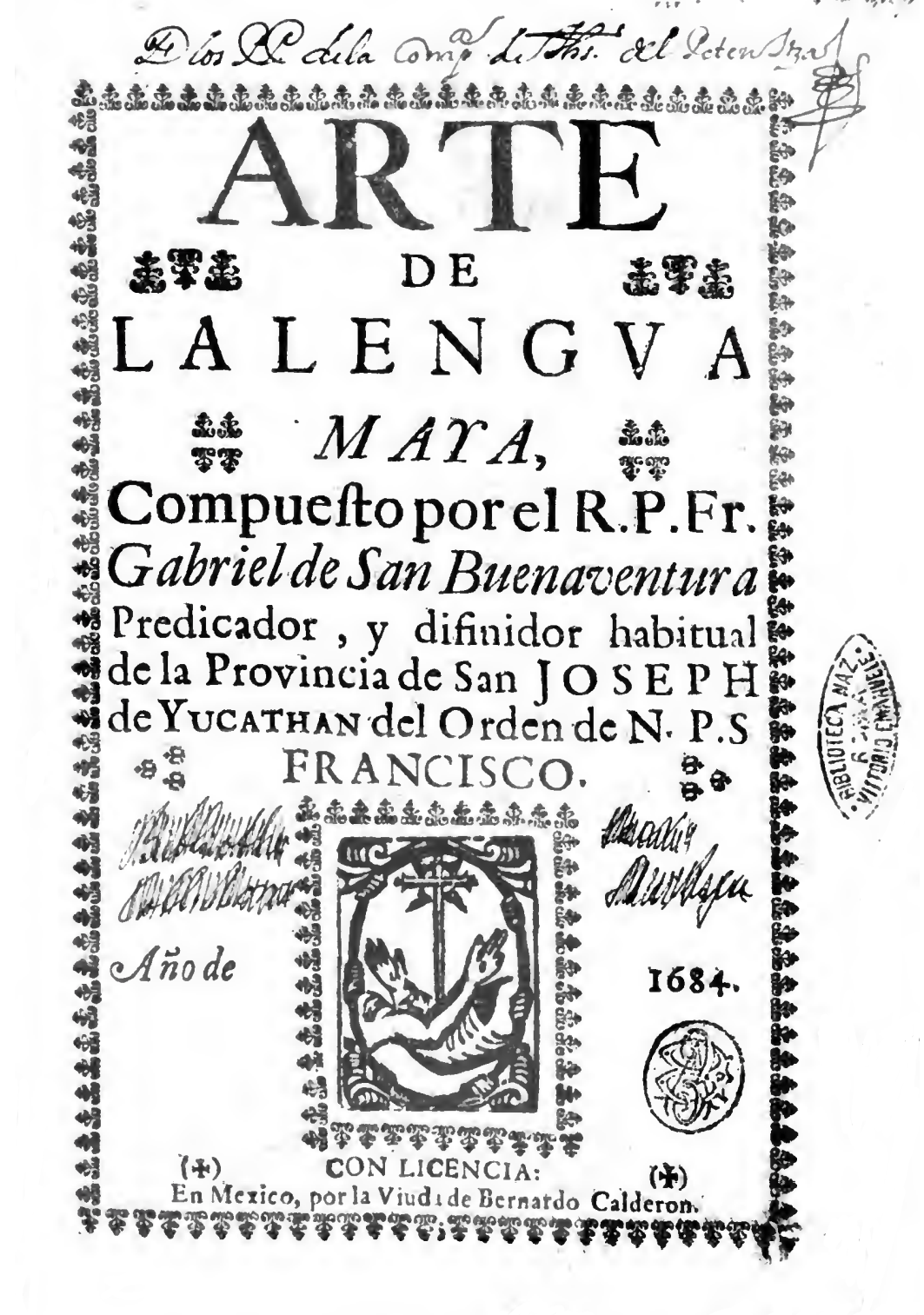
Primera página del Arte de la Lengua Maya (1684).

A medida que los colonos españoles se establecieron en más áreas, en el siglo XVIII desarrollaron las tierras para grandes plantaciones de maíz y ganado. La élite vivía en haciendas y exportaba recursos naturales como mercancías. Los mayas fueron súbditos del Imperio español desde 1542 hasta 1821.
Durante la colonización de la península de Yucatán, los españoles creían que para evangelizar y gobernar a los mayas, necesitaban reformar el idioma maya yucateco. Querían darle forma para que sirviera a sus fines de conversión religiosa y control social.
Los religiosos misioneros españoles emprendieron un proyecto de transformación lingüística y social conocido como «reducción». Los misioneros tradujeron textos religiosos cristianos católicos del español al maya yucateco y crearon neologismos para expresar conceptos religiosos católicos. El resultado de este proceso de reducción fue el "maya reducido", una versión semánticamente transformada del maya yucateco.
Los misioneros intentaron acabar con las prácticas religiosas mayas y destruir las obras escritas asociadas. Mediante sus traducciones, también dieron forma a un idioma que se utilizó para convertir, subyugar y gobernar a la población maya de la península de Yucatán. Pero los hablantes de maya se apropiaron del maya reducido para sus propios fines, resistiendo la dominación colonial. Los registros escritos más antiguos en maya reducido (que usaban el alfabeto romano) fueron escritos por notarios mayas entre 1557 y 1851.

### Época moderna
Según datos del XII censo general de población y vivienda del INEGI, en territorio mexicano la cantidad de mayahablantes es de 859 607, lo cual la coloca como el segundo idioma indígena con mayor número de hablantes en México, después del náhuatl. En Belice, de acuerdo con datos de 1991, era hablada por unas 5000 personas y en Guatemala no se registran hablantes. Esta lengua maya yucateca no tiene una comunidad lingüística en Guatemala como el resto de idiomas mayas de la república de Guatemala porque no existe ningún hablante nativo ni ninguna población real hablante de esta lengua allí.
La lengua maya es ampliamente utilizada y enseñada en las regiones señaladas, particularmente en Yucatán y en Campeche, existiendo incluso academias que se dedican exclusivamente a su comprensión y difusión. A partir de la creación de la Ley de Derechos Lingüísticos en 2003, el maya peninsular, al igual que el resto de las lenguas originarias de México, es reconocida como una lengua nacional mexicana.

## Descripción lingüística

### Fonología
En la lengua maya peninsular abundan los sonidos consonánticos sordos. Una característica notable del maya peninsular, que comparte con muchas otras lenguas mayenses, es el uso de consonantes glotalizadas (como pʼ, tʼ, y kʼ). Los siguientes cuadros muestran los fonemas del idioma maya.

#### Vocales
|         | Anterior | Central | Posterior |
| ------- | -------- | ------- | --------- |
| Cerrada | i /i/    |         | u /u/     |
| Media   | e /e/    |         | o /o/     |
| Abierta |          | a /a/   |           |

Cada una de estas 5 vocales pueden ser largas. Existen también vocales glotalizadas [aʔ] y [aʔa].

#### Consonantes
|                 |                 | Labial  | Alveolar  | Palatal   | Velar   | Glotal |
| --------------- | --------------- | ------- | --------- | --------- | ------- | ------ |
| Nasal           | Nasal           | m /m/   | n /n/     |           |         |        |
| Oclusiva        | implosiva       | b /ɓ/   |           |           |         |        |
| Oclusiva        | simple          | p /p/   | t /t/     |           | k /k/   | ʼ /ʔ/  |
| Oclusiva        | eyectiva        | pʼ /pʼ/ | tʼ /tʼ/   |           | kʼ /kʼ/ |        |
| Africada        | simple          |         | ts /ts/   | ch /tʃ/   |         |        |
| Africada        | eyectiva        |         | tsʼ /tsʼ/ | chʼ /tʃʼ/ |         |        |
| Fricativa       | Fricativa       |         | s /s/     | x /ʃ/     |         | j /h/  |
| Aproximante     | Aproximante     | w /w/   | l /l/     | y /j/     |         |        |
| Vibrante simple | Vibrante simple |         | r /ɾ/     |           |         |        |

#### Tonos
En la lengua maya existen dos tonos: uno alto que se marca con [áa] y otro bajo que se escribe con [aa].

### Morfología
El maya tiene como base morfemas monosilábicos, es decir, palabras o elementos para la formación de las mismas que resisten el análisis morfológico. La lengua maya economiza vocales, pero no llega a producir agrupamientos de consonantes demasiado complejos en una sola sílaba. Tampoco se da en la maya el agrupamiento de vocales y cada una de las que permite el hábito se vuelve eje de la sílaba.
Usa un apóstrofo intermedio ya que se usa entre dos consonantes.

### Sintaxis
La lengua maya peninsular es de tipo sintético. Esto significa que usa formas complejas para expresar ideas también complejas. No hay artículos, ni género. No existe el modo infinitivo y muchos verbos parecen nombres y tienen la doble función.

## Escritura
La lengua maya se escribe con caracteres latinos desde la conquista de los españoles hasta la actualidad, aunque en tiempos prehispánicos los mayas utilizaban un sistema de glifos o ideogramas para su escritura. Hay un alfabeto oficial que fue elaborado por lingüistas y especialistas en el año de 1984, el cual es oficialmente reconocido y utilizado en los libros de texto distribuidos por el estado mexicano, si bien entre los hablantes y aún los expertos de la lengua se manifiestan diferencias de interpretación y representación ortográfica. A continuación, se muestra el cuadro del abecedario maya:
| Abecedario maya   | Abecedario maya | Abecedario maya | Abecedario maya | Abecedario maya | Abecedario maya | Abecedario maya | Abecedario maya | Abecedario maya | Abecedario maya | Abecedario maya | Abecedario maya | Abecedario maya | Abecedario maya | Abecedario maya | Abecedario maya | Abecedario maya | Abecedario maya | Abecedario maya | Abecedario maya | Abecedario maya | Abecedario maya | Abecedario maya | Abecedario maya | Abecedario maya |
| ----------------- | --------------- | --------------- | --------------- | --------------- | --------------- | --------------- | --------------- | --------------- | --------------- | --------------- | --------------- | --------------- | --------------- | --------------- | --------------- | --------------- | --------------- | --------------- | --------------- | --------------- | --------------- | --------------- | --------------- | --------------- |
| A                 | B               | Ch              | Chʼ             | E               | I               | J               | K               | Kʼ              | L               | M               | N               | O               | P               | Pʼ              | S               | T               | Tʼ              | Ts              | Tsʼ             | U               | W               | X               | Y               | ʼ               |
| a                 | b               | ch              | chʼ             | e               | i               | j               | k               | kʼ              | l               | m               | n               | o               | p               | pʼ              | s               | t               | tʼ              | ts              | tsʼ             | u               | w               | x               | y               | ʼ               |
| Valores fonéticos |                 |                 |                 |                 |                 |                 |                 |                 |                 |                 |                 |                 |                 |                 |                 |                 |                 |                 |                 |                 |                 |                 |                 |                 |
| a                 | b               | t͡ʃʰ             | t͡ʃʼ             | e               | i               | h               | kʰ              | kʼ              | l               | m               | n               | o               | pʰ              | pʼ              | s               | tʰ              | tʼ              | t͡sʰ             | t͡sʼ             | u               | w               | ʃ               | j               | ʔ               |

Se ha publicado un cierto número de diccionarios que sirven de referencia a los estudiosos. Desde el muy culto y reconocido Coordinación alfabética de las voces del idioma maya, publicado por Juan Pío Pérez en 1898 y compilado a lo largo de muchos años desde mediados del siglo XIX por él mismo y por fray Pedro Beltrán, hasta las más modernas ediciones como el Diccionario Maya-Español, Español-Maya, editado por Cordemex en 1980, bajo la coordinación de Alfredo Barrera Vásquez –connotado mayista–, contando como redactores a dos expertos en la lengua maya: Juan Ramón Bastarrachea y William Brito Sansores.

## Muestrario de léxico

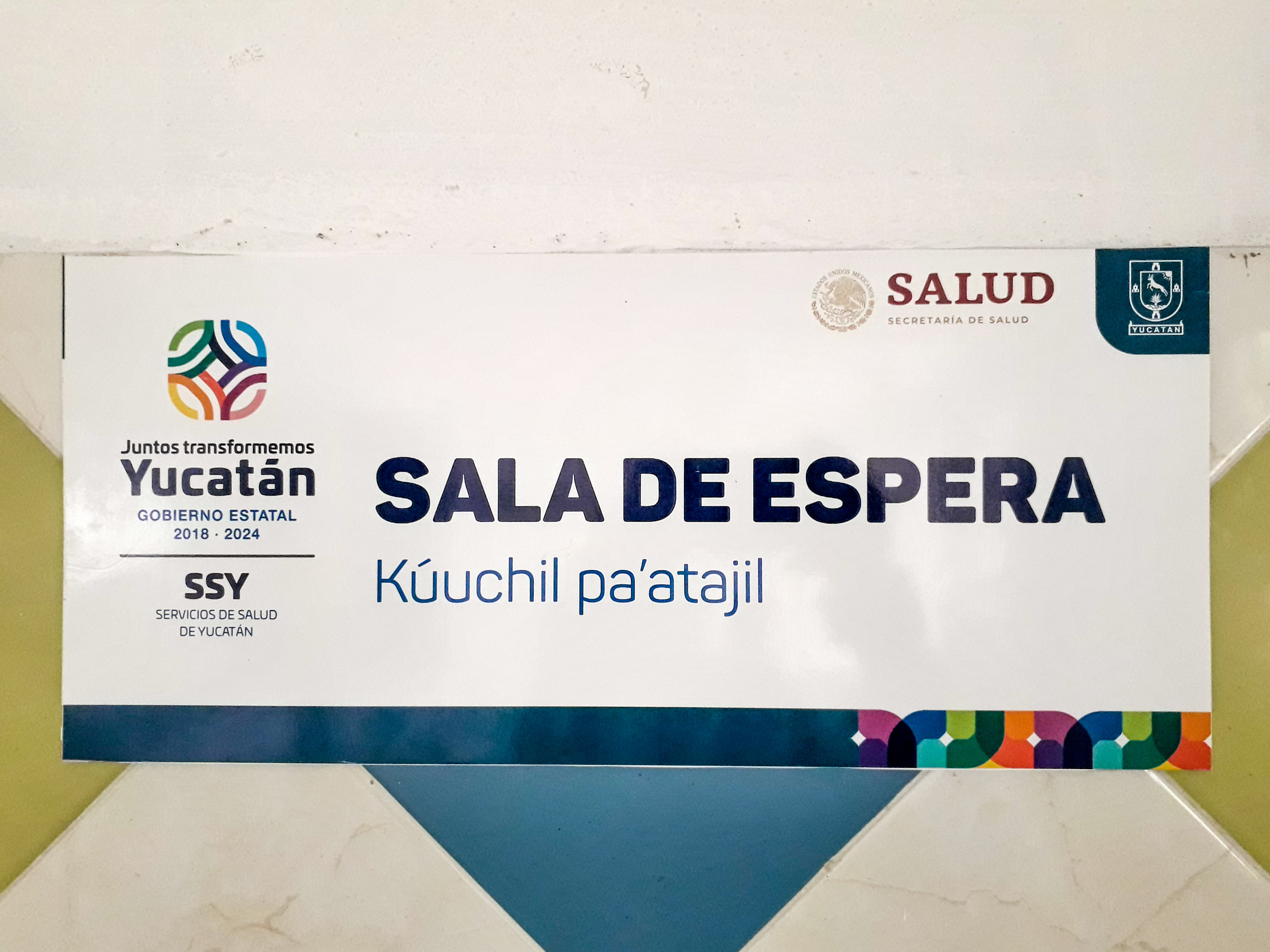
Señalización bilingüe en maya y español.

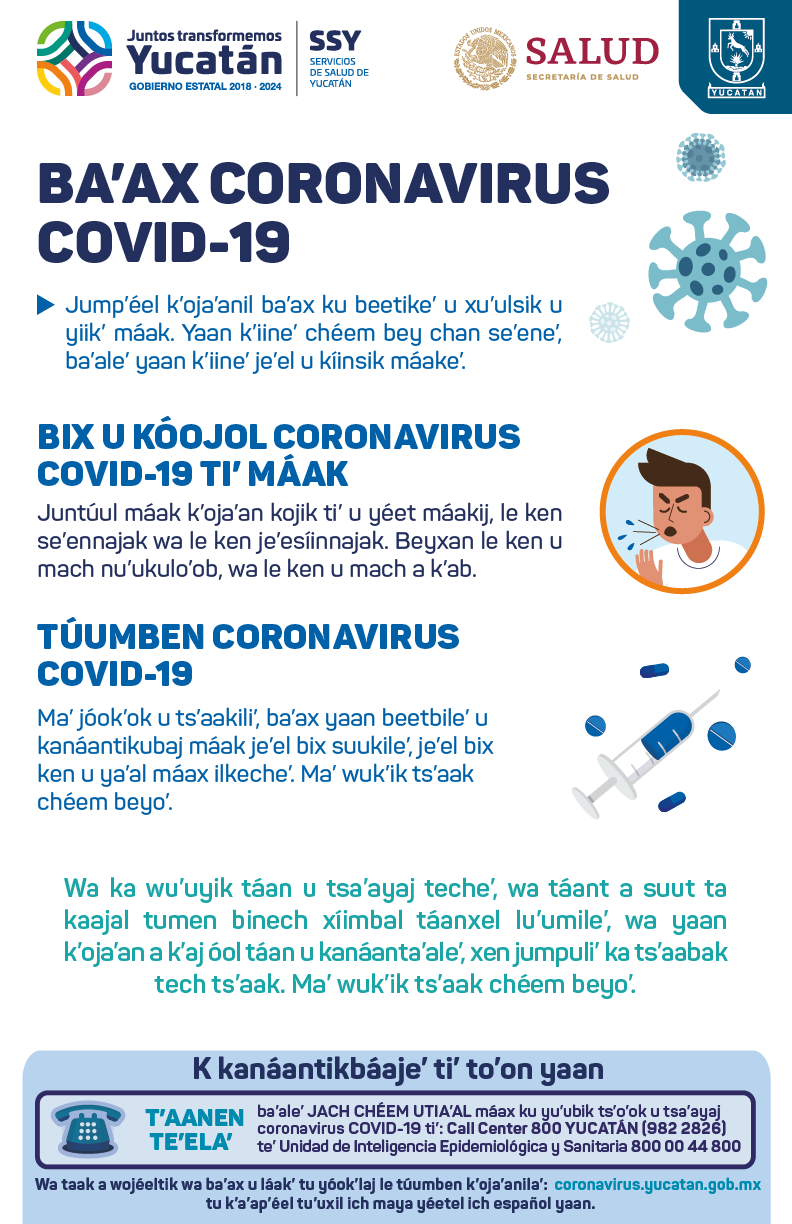
Cartel informativo sobre la COVID-19 en maya.

Texto en idioma maya moderno.

### Ejemplo de texto
Artículo 1.º de la Declaración Universal de los Derechos Humanos en maya:

Tuláakal wíinik ku síijil jáalkꞌab yetel keet u tsiikul yetel Najmal Sijnalil, beytun xan naꞌataꞌan sijnalil yetel noꞌojaꞌanil u tuukuloꞌ, kꞌaꞌabet u bisikuba bey láaktsilil yetel tuláakal u baatsileꞌ.
Todos los seres humanos nacen libres e iguales en dignidad y derechos y, dotados como están de razón y conciencia, deben comportarse fraternalmente los unos con los otros.

### Expresiones frecuentes
Bix a beel (en la lengua maya no es necesario utilizar signos interrogativos porque existen formas interrogativas específicas)
¿Cómo estás? (literalmente: ¿Cómo está tu camino?)
Maʼalob, kux teech
Bien, ¿y tú? 
Bey xan teen.
Igual yo.
Bix a kʼaabaʼ
¿Cómo te llamas? (literalmente “¿cómo es tu nombre?”)
In kʼaabaʼeʼ Jorge.
Mi nombre es Jorge 
Jach kiʼimak in wóol in kʼajóoltech.
Yo estoy muy feliz de conocerte. (literalmente “Muy feliz mi ser de conocerte”)
Yuum bo'otik/Nib óolal
Gracias

### Palabras comunes
Algunas palabras frecuentemente usadas y entremezcladas aún en la época actual con el español que se habla en la península de Yucatán:
Aj: (señor), antepuesta a los nombres denota masculinidad
Sóoskil: fibra de henequén
Puuchʼ: aplastar o aplastado
Tuuch: ombligo
Pʼuurux: panzón
Tʼeel: gallo
Muuch: sapo
Tuunich: piedra
Joʼotsʼ: sacar de la olla con cuchara o con la mano una porción.
Kʼolis: calvo, pelón
Xiix: resto (lo que sobra de alguna bebida o comida)
Malix: corriente (sin raza... sobre todo dirigido a los perros corrientes)
Nojoch: grande
Báaxal: juguete, también puede ser broma
Mulix: pelo rizado
Wiix: orina
Janal: comida
Naj: casa
Pixan: muerto o espíritu
Tirix taʼ: diarrea
Xiikʼ: axila
Kiiritsʼ: sucio
Kʼaas: feo
Maʼax: mono
Otoch: casa
Peech: garrapata
Ukʼ: piojo
Xuux: atento, avispado
Arux: duende (personaje legendario)
Chʼeel: rubio, de pelo claro
Chiich, o chichi: abuela
Sootsʼ: murciélago
Wáay: brujo (también se dice esto como emoción de sorpresa o asombro)
Míis: escoba
Miis: gato
Jaʼ: agua
Ixtáabay: mujer sobrenatural que seduce a los noctámbulos.

### Numerales
```
   1 - Jun
   2 - Kaʼa
   3 - Óox
   4 - Kan
   5 - Joʼo
   6 - Wak
   7 - Wuk
   8 - Waxak
   9 - Bolon
   10 - Lajun
   11 - Buluk
   12 - Lajkaʼa o kaʼalajun
   13 - Óoxlajun
   14 - Kanlajun
   15 - Joʼolajun
   16 - Waklajun
   17 - Uʼuklajun
   18 - Waxaklajun
   19 - Bolonlajun
   20 - Junkʼaal
   400 - Junkʼaax o junbaak
   8000 - Junpik
   160 000 - Junkalab
   3 200 000 - Junkʼiinchil
   64 000 000 - Junalaw
```

## El maya y otros idiomas

### Influencia del náhuatl en el maya
La lengua maya peninsular se enfrentó a nuevo proceso de transformación por la interacción con los grupos Xiúes que trajeron consigo desde el siglo XV, posiblemente antes, desde el litoral del Golfo de México, fuerte influencia tolteca y desde luego del náhuatl. Esta influencia tuvo inclusive un efecto determinante en el panteón maya con la presencia de Kukulcán, que derivó del propio Quetzalcóatl y generó la resultante cultural que vinieron a conocer y con que se enfrentaron, los españoles conquistadores, en el siglo XVI.
Al azteca o mexicano se le conoce en maya peninsular como huach que significa extraño, lo que invita a pensar en tal influencia proveniente de los nahuas de Chontalpan que habían originalmente llegado a la región desde del México-Tenochtitlan y que dejaron un legado importante en el léxico de los mayas peninsulares. 
Después, ya consumada la conquista, cuando se fundó la ciudad española de Campeche (sobre la ciudad maya A Kʼin Pech), se construye el barrio de San Román donde se establecieron mexicanos de habla náhuatl. Del mismo modo, en Mérida lo hicieron en el barrio de San Cristóbal los mexicas traídos por los conquistadores. Algunos términos usados en la lengua maya peninsular actual dan cuenta de esto:
Máasewáal: masewalli (indígena)
Tamali: tamalli (tamal)
Chimal: chimalli (escudo)
Posol: posolli (posol-, se relaciona con la palabra potsonalli que significa espumoso o cosa que espuma)
Íipil: wipilli (en la península de Yucatán)
Kotom: koton-, kotomitl (camisa)
Kamaʼach: kamachalli (quijada)
Chiʼicam: xikamatl (jícama)